# لي دوفي
لي دوفي (بالإنجليزية: Lee Duffy)‏ (24 يوليو 1982 في المملكة المتحدة - ) هو لاعب كرة قدم بريطاني في مركز الدفاع. لعب مع نادي روتشديل ونادي هاليفاكس تاون ونادي رادكليف ‏ وRossendale United F.C. ‏.

## وصلات خارجية
- لي دوفي على موقع قاعدة بيانات كرة القدم.إي يو (الإنجليزية)
- لي دوفي على موقع Soccerbase.com (لاعب) (الإنجليزية)